# 1848년 미국 대통령 선거
1848년 미국 대통령 선거는 1848년 미국에서 치러진 대통령 선거로, 휘그당의 재커리 테일러 후보가 당선되었다

## 후보선출

### 휘그당
| 이름          | 1차투표 | 2차투표 | 3차투표 | 4차투표 | 비고      |  |
| ------------- | ------- | ------- | ------- | ------- | --------- |  |
| 재커리 테일러 | 111     | 118     | 133     | 171     | 대선 후보 |  |
| 헨리 클레이   | 97      | 86      | 74      | 32      |           |  |
| 윈필드 스콧   | 43      | 49      | 54      | 63      |           |  |
| 대니얼 웹스터 | 22      | 22      | 17      | 74      |           |  |
| 존 클레이턴   | 4       | 3       | 1       |         |           |  |
| 존 맥린       | 2       | 1       |         |         |           |  |
| 총투표수      | 280     | 280     | 280     | 280     | 280       |  |

| 이름            | 1차투표 | 결선투표 | 비고        |  |
| --------------- | ------- | -------- | ----------- |  |
| 밀라드 필모어   | 115     | 173      | 부통령 후보 |  |
| 어봇 로렌스     | 109     | 87       |             |  |
| 앤드류 스튜어트 | 14      |          |             |  |
| 토마스 맥케넌   | 13      |          |             |  |
| 총투표수        | 274     | 274      | 274         |  |

1848년 휘그당 전당대회는 멕시코 전쟁의 영웅 재커리 테일러 육군 소장을 대통령 후보로 선출한다

### 민주당
1848년 민주당 전당대회는 루이스 캐스 전 미시간 주지사를 대통령 후보로 선출한다

### 자유토지당
자유토지당은 노예제 확대를 막기 위해 결성된 정당으로, 민주당 전당대회에서 노예제를 옹호하는 레위스 캐스가 후보로 선출되자, 마틴 밴 뷰런 전 대통령을 포함해 노예제에 반대하는 민주당 일부가 탈당하여 합류한다
| 이름          | 득표 | 비고        |
| ------------- | ---- | ----------- |
| 마틴 밴 뷰런  | 244  | 대통령 후보 |
| 존 헤일       | 183  |             |
| 조슈아 기딩스 | 23   |             |
| 찰스 애덤스   | 13   |             |
| 총투표수      | 474  |             |

자유토지당 전당대회는 마틴 밴 뷰런 전 대통령을 대통령 후보로 선출한다

## 선거 결과
| 재커리 테일러 | 휘그당     | 루이지애나 | 1,361,393 | 47.3%    | 163 |  |  |
| 루이스 캐스   | 민주당     | 미시간     | 1,223,460 | 42.5%    | 127 |  |  |
| 마틴 밴 뷰런  | 자유토지당 | 뉴욕       | 291,501   | 10.1%    | 0   |  |  |
| 게릿 스미스   | 자유당     | 뉴욕       | 2,545     | 0.1%     | 0   |  |  |
| 계            | 계         | 계         | 2,879,184 | 100.00 % | 290 |  |  |

| 부통령 후보   | 정당       | 근거지     | 선거인단 득표 |
| ------------- | ---------- | ---------- | ------------- |
| 밀라드 필모어 | 휘그당     | 뉴욕       | 163           |
| 윌리엄 버틀러 | 민주당     | 켄터키     | 127           |
| 찰스 애덤스   | 자유토지당 | 매사추세츠 | 0             |
| 찰스 풋       | 자유당     | 미시간     | 0             |
| 계            | 계         | 290        |               |

## 같이 보기
- 1848년 미국 하원의원 선거
- 1848년 미국 상원의원 선거